# Pere Mateu i Cusidó
Pere Mateu i Cusidó (Valls, 22 d'abril de 1897 - Còrdas d'Albigés, Occitània 1982) fou un anarquista català. Obrer metal·lúrgic de professió, fou un dels autors, juntament amb Lluís Nicolau i Fort i Ramon Casanellas i Lluch, de l'atemptat que ocasionà la mort del president del consell de ministres espanyol Eduardo Dato (8 de març de 1921). A diferència dels seus companys, restà a Madrid, on fou detingut. També era amic de Domènec Masachs Torrente.
Fou condemnat a mort el 1923, però posteriorment Miguel Primo de Rivera li commutà la pena per la de cadena perpètua (1924), i fou alliberat quan es proclamà la Segona República Espanyola. Membre de la CNT, el 19 de juliol de 1936 lluità contra l'aixecament militar a Barcelona, i intervingué en la conquesta de Casp amb les forces de Buenaventura Durruti. En acabar la guerra civil espanyola es va establir a Occitània.